# Мадисон (река)
Ма́дисон (англ. Madison River) — река в штатах Вайоминг и Монтана, США. Является одним из трёх верховий Миссури наряду с реками Джефферсон и Галлатин, с которыми она соединяется вблизи городка Три-Форкс (округ Галлатин, Монтана). Берёт начало на северо-западе Вайоминга, на территории национального парка Йеллоустон, от слияния рек Файрхол и Гиббон. Длина составляет 294 км.
Река была названа путешественником Мериуэзером Льюисом в 1805 году в честь четвёртого президента США, Джеймса Мэдисона.
17 августа 1959 года была перекрыта оползнем, сошедшим в результате землетрясения, отчего образовалось озеро Куэйк.